# NISSAN VIEW TO VISION
NISSAN VIEW TO VISION（ニッサン・ビュー・トゥ・ビジョン）は、毎週土曜にJ-WAVEで放送されていたラジオ番組である。本項では、後継番組であるNISSAN ON THE GOについても記述する。

## 概要
- 2001年10月6日に放送開始。毎週、社会情勢や流行等様々なテーマを定めて掘り下げる内容であった。
- 2004年10月改編で、スポンサーとナビゲーターはそのままに内容を一部変更して、NISSAN ON THE GOとしてリニューアルする形で番組終了。

## 放送時間
土曜 20:00-20:54

## ナビゲーター
ジョン・カビラ

## NISSAN ON THE GO
NISSAN ON THE GO（ニッサン・ビュー・トゥ・ビジョン）は、2004年10月に放送開始し、2005年3月まで放送されたJ-WAVEの番組である。

### 概要
- ナビゲーターは前番組から引き続きジョン・カビラが担当。放送時間・スポンサーも前番組と変わらず。
- 内容は、“真の大人とは何か”というテーマの下、様々なジャンルのプロの言葉に耳を傾けつつ、そのジャンルを掘り下げるというもの。2005年3月をもって放送終了。

| J-WAVE 土曜20:00枠    | J-WAVE 土曜20:00枠                                                                 | J-WAVE 土曜20:00枠 |
| 前番組                | 番組名                                                                             | 次番組             |
| --------------------- | ---------------------------------------------------------------------------------- | ------------------ |
| maxell MOM, DAD, JAM! | NISSAN VIEW TO VISION(2001年10月-2004年9月) NISSAN ON THE GO(2004年10月-2005年3月) | BREAD & CIRCUS     |

| スタブアイコン | サブスタブ | この項目は、まだ閲覧者の調べものの参照としては役立たない、ラジオ番組に関連した書きかけの項目です。この項目を加筆・訂正などしてくださる協力者を求めています（P:ラジオ/PJ:放送番組）。 |